# NTDEC
NTDEC (полное название Nintendo Electronic Co, кит. 任天堂電子有限公司) — бывший тайваньский производитель нелицензионных картриджей и аксессуаров, разработчик игр к игровой приставке NES (Famicom). Для обеих версий данной игровой консоли данная компания также производила конвертеры для запуска игр для Famicom на европейской и американской версиях консоли (NES). Ныне компания функционирует под названием Asder и производит обучающие устройства.

## История

### Ранняя активность
По информации на сайте компании, компания была основана в 1983 году, однако сама активность компании в 1980—х годах неизвестна.

### Пиратство (1989—1993)
Между 1989 и 1991 годами было издано большое количество пиратских игр на Famicom, которые ввозились в страны Азии и в США по почте. Отличия от других пиратских разработчиков игр (в то время) объясняются тем, что их игры можно распознать по логотипу NTDEC на них. Также на наклейках картриджей печатались зелёные полоски с надписью «QUALITY GUARANTY».

#### Иск отNintendo of America
Два сотрудника компании NTDEC были арестованы в 1991 году за активность компании в США (в сфере дистрибуции и продажи пиратских игровых картриджей). Вскоре после этого компания Nintendo подала иск против компании за нарушение авторских прав, а также за использование торговой марки Nintendo в названии.
Судебный иск Nintendo 1991 года завершился в 1993 году, когда Nintendo было присуждено 24059062 доллара США плюс гонорары адвокатов в размере 108829 долларов и расходы 709 долларов, а также постоянный судебный запрет по всему миру, запрещающий NTDEC нарушать права интеллектуальной собственности Nintendo. В этот момент компания прекратила свою деятельность под названием NTDEC.

### Собственные игры
В период с 1991 по 1993 год NTDEC разработала и опубликовала ряд оригинальных игр в Азии, некоторые из которых были распространены в Южной Америке и Европе. Многие из них были приписаны Mega Soft, калифорнийской компании, которая фигурировала в деле Nintendo of America против NTDEC в качестве собственного подразделения по распространению игр в Северной Америке. Шесть игр, ранее выпущенных компанией в 1991 году, были скомпилированы на многоигровке «Caltron 6 in 1» в 1992 году, которая распространялась в США. Поскольку данный картридж содержит только игры NTDEC/Mega Soft и имеет тот же идентификатор CN-xx, что и предыдущие игры от NTDEC, Caltron (Caltron Ind. Inc.) считается той же компанией, что и NTDEC.

#### Список игр, выпущенных под названием NTDEC
| №  | Название                       | Год выпуска | Заметки |
| -- | ------------------------------ | ----------- | --- |
| 1  | Pokey                          | 1989        | 1) 4 мини-игры в 1: Bingo, Hi-Lo Poker, Puzzler, и Kentucky Derby. 2) Все эти мини-игры позже были отдельно включены в Asder 20-in-1, созданную в 1993 году Asder (преемником NTDEC). |
| 2  | Adam & Eve                     | 1991        | 1) В 1992 году включена в многоигровку «Caltron 6 in 1». 2) Клон игры «Balloon Fight».                                                                                                |
| 3  | Bookyman                       | 1991        | 1) В 1992 году включена в многоигровку «Caltron 6 in 1». 2) Хак игры «Brush Roller» Хвана Шинвэя.                                                                                     |
| 4  | Destroyer                      | 1992        | Задумка игры имеет сходства с игрой «Star Force». |
| 5  | Go! Benny!                     | 1992        | |
| 6  | Super Gun                      | 1992        | |
| 7  | Tank                           | 1992        | Задумка игры имеет сходства с игрой «Battle City». |
| 8  | Fighting Hero III              | 1993        | |
| 9  | Master Shooter                 | 1993        | |
| 10 | Chik Bik Ji Jin - Saam Gwok Ji | Неизвестно  | Также известна как «Three Kingdoms: Battle of Red Cliff (Sānguó Zhì — Chìbì Zhī Zhàn)».                                                                                               |

#### Список игр, выпущенных под названием Mega Soft
| № | Название          | Год выпуска | Заметки |
| - | ----------------- | ----------- | --- |
| 1 | Balloon Monster   | 1991        | 1) В 1992 году включена в многоигровку «Caltron 6 in 1». 2) Клон игры «Pang» («Buster Bros.»).                    |
| 2 | Cosmos Cop        | 1991        | 1) В 1992 году включена в многоигровку «Caltron 6 in 1». 2) Клон игры «Space Harrier».                            |
| 3 | Fighting Hero     | 1991        | Задумка игры имеет сходства с игрой «Street Fighter».                                                             |
| 4 | Hit Marmot        | 1991        | |
| 5 | Magic Block       | 1991        | |
| 6 | Magic Carpet 1001 | 1991        | 1) В 1992 году включена в многоигровку «Caltron 6 in 1». 2) Также известна как «Arabian Nights (Tiānfāng Yè Tán)» |
| 7 | Porter            | 1991        | 1) В 1992 году включена в многоигровку «Caltron 6 in 1». 2) Клон игры «Sokoban».                                  |
| 8 | War in the Gulf   | 1991        | |
| 9 | Sea of Dreamland  | 1992        | |

## Asder
После судебного иска 1993 года компания прекратила деятельность под названием NTDEC. Другая тайваньская компания, Asder Electronic Co., Ltd (кит. 亞斯德科技有限公司), позже начала выпускать обучающие устройства и джойстики для телевизионных игр, содержащие игры Mega Soft, а также несколько оригинальных игр Famicom, продолжающих нумерацию картриджей типа CN-xx. Однако неизвестно, является ли эта компания NTDEC с новым названием или отдельной компанией, получившей от них права на прошлые игры.